# Tyler (Teksas)
Tyler je grad u američkoj saveznoj državi Teksas. Prema popisu stanovništva iz 2010. u njemu je živjelo 96.900 stanovnika.